# Ritchie Valens
Richard Steven Valenzuela, známý pod uměleckým jménem Ritchie Valens (13. května 1941, Pacoima, Kalifornie, USA – 3. února 1959, u Clear Lake, Iowa, USA), byl americký zpěvák, hudební skladatel a kytarista, po rodičích mexického původu. Zpíval anglicky i španělsky, stal se jedním z rokenrolových pionýrů a praotcem latin rocku. Mezi jeho hity patří La Bamba, Donna nebo Come On, Let's Go.
Zemřel tragicky 3. února 1959 při letecké nehodě v Iowě; spolu s ním zahynuli ještě hudebníci Buddy Holly a J. P. Richardson známý jako The Big Bopper, a pilot letadla Roger Peterson. Tento den proslul jako Den, kdy zemřela hudba.
V roce 2001 byl Valens uveden do Rock and Roll Hall of Fame.

## Dětství
Valens se narodil jako Richard Steven Valenzuela v Pacoimě, v sousedství San Fernando Valley v Los Angeles. Jeho rodiče José Esteban Valenzuela (1896–1952) a Concepción „Concha“ Reyes (1915–1987) se narodili v Mexiku. Ritchie byl druhé dítě z pěti, měl staršího bratra Boba Moralese, mladší sestry Connie a Irmu, a nejmladšího bratra Mario Ramireze.
Valenzuela byl vychován v muzikálním prostředí plného tradiční mexické hudby mariachi a také flamenca, R&B a jumpy bluesu. Poprvé začal jevit touhu tvořit hudbu ve věku pěti let. Otcem byl podporován ve hře na kytaru a trumpetu a později se sám naučil hrát i na bicí. Ačkoliv byl levák, ovládl klasickou hru na pravorukou kytaru.
Když mu bylo 15 let, do budovy jeho školy Pacoima Junior High School narazilo letadlo (1957 Pacoima mid-air collision). Valenzuela nebyl ten den ve škole, protože se účastnil pohřbu svého dědečka. Při nehodě zemřelo v letadle pět lidí a na zemi další tři, přes 70 dalších bylo zraněno na školním hřišti. Ritchie následkem toho získal strach z létání, který překonal až v době, kdy začala jeho profesionální hudební kariéra.
Už během studia na škole často bral kytaru do školy, aby zpíval a hrál pro spolužáky o přestávkách na záchodech. Ve svých 16 letech byl pozván, aby se přidal k místní hudební skupině zvané The Silhouettes, 19. října 1957 měl s nimi první vystoupení. Původně tam působil jen jako kytarista, ale když z kapely odešel dosavadní hlavní zpěvák, začal Valenzuela i zpívat.

## Kariéra
Ačkoliv byl samouk, vypracoval se už v mladistvém věku ve výborného zpěváka a kytaristu. Během vystoupení často improvizoval a vymýšlel nové riffy k tehdy populárním písním, které hrával.
V květnu 1958 dostal Bob Keane, majitel malého nahrávacího vydavatelství Del-Fi Records v Hollywoodu, tip od jednoho Ritchieho spolužáka na mladého hudebníka z Paciomy jménem Richard Valenzuela. Mezi mládeží už byl známý jako „Little Richard ze San Fernanda“. Keane, navnaděný takovým srovnáním, navštívil koncert The Silhouettes a byl ohromený Valensovým vystoupením. Ihned mu nabídl casting v jeho domě v Silver Lake v Los Angeles, kde měl ve sklepě malé nahrávací studio. Mezi vybavením měl jeden z prvních stereo nahrávačů (dvoustopý přenosný Ampex 601-2 portable) a několik kondenzátorových mikrofonů Neumann U-47.
Keane následně nechal 27. května 1958 Valenzuelu podepsat smlouvu pro Del-Fi. V té souvislosti ho přejmenoval na Ritchieho, protože jak později Keane prohlásil: „V té době bylo hodně Richardů na scéně a já jsem chtěl, aby byl odlišný.“ Zároveň mu Keane navrhl, aby si zjednodušil příjmení na „Valens“, aby přitahoval širší publikum než jen latinskoamerické. V tu chvíli už byl Valens připraven vstoupit do nahrávacího studia s celou skupinou, která ho doprovázela. Mezi hudebníky patřil René Hall, Carol Kaye a Earl Palmer. První písně natočené v Gold Star Studios, během jediného odpoledne v červenci 1958 byli „Come On, Let's Go“ (u níž byli jako autoři napsání Valens a Kuhn, což bylo Keanovo skutečné jméno) a „Framed“ (skladba od známého dua Jerry Leiber a Mike Stoller). Nahrávky byly vylisovány a vydány během pár dnů a měly velký úspěch. Valensova další nahrávka byla dvojitý singl, poslední nosič vydaný během jeho života, na němž byla píseň „Donna“ (napsaná o jeho skutečné přítelkyni Donně Ludwigové) a na druhé straně nahrávka „La Bamba“. Této desky se už prodalo přes milion kopií a bylo jí uděleno ocenění zlatá deska.
Na podzim roku 1958 Ritchie kvůli nárokům své rozjeté hudební kariéry ukončil studia na střední škole. Keane mu rezervoval vystoupení po pódiích a sálech po celém USA a také vystoupení v televizních programech. Valens začal intenzivně cestovat po koncertech, což se mu záhy stalo osudným.

## Smrt
Po vystoupení 2. února 1959 v Clear Lake v Iowě (které skončilo okolo půlnoci), odlétal Valens spolu s neméně slavnými kolegy Buddym Hollym a „Big Bopperem“ Richardsonem z letiště v Mason City v malém letadle, které Holly objednal. Valens byl na palubě jen díky tomu, že vyhrál místo v hodu mincí s Hollyho kytaristou Tommym Allsupem. Další jeho muzikant Waylong Jenning velkoryse přenechal místo v letadle Big Bopperovi, který měl chřipku. 3. února okolo druhé hodiny ráno letadlo Beechcraft Bonanza odletělo ve směru Fargo v Severní Dakotě, ale už pár minut po vzletu se zřítilo. Důvody havárie nebyly zcela objasněny, pravděpodobně se jednalo o chybu pilota v nepříznivém počasí. Havárie zabila všechny tři pasažéry i pilota Rogera Petersona, všichni utrpěli masivní poranění neslučitelná se životem. Valens, kterému ještě nebylo ani 18 let, byl nejmladší obětí tohoto neštěstí.
Tato šokující tragédie inspirovala folkového písničkáře Dona McLeana k napsání písně „American Pie“, která pomohla vytvořit legendu 3. února 1959 jako „Dne, kdy zemřela hudba“. Valensovo tělo bylo pohřbeno na hřbitově v misii v San Fernandu v Los Angeles v Kalifornii.

## Umělecký odkaz
Ritchie Valens byl pionýrem chicano rocku a latin rocku a inspiroval mnoho dalších hudebníků mexického původu. Ovlivnil skupiny jako Los Lobos, Los Lonely Boys nebo Carlose Santanu, když se stal hvězdou v čase, kdy jen nemnoho Latinoameričanů bylo aktivních v americké populární hudbě. Valens jim ukázal, že i Latinoameričan se může stát v USA hvězdou.
La Bamba je jeho nejznámější a nejvlivnější nahrávkou, a to nejen proto, že je to skladba, která se prosadila v americkém žebříčku, ačkoliv je kompletně ve španělštině, ale také díky převratnému a úspěšnému smíchání tradiční latinskoamerické hudby s rokenrolem. Valens byl průkopníkem této cesty, kterou se později vydali hudebníci jako Selena, Caifanes, Café Tacuba, Circo, El Gran Silencio, Aterciopelados, Gustavo Santaolalla a mnoho dalších. Ironií přitom je, že jeho rodina mluvila doma pouze anglicky, a Valens tak uměl španělsky jen lámaně a píseň La Bamba se naučil vyslovovat spíše foneticky. V roce 2019 byla tato skladba vybrána Kongresem do knihovny kongresu pro uchování v archivu jako „kulturně, historicky a esteticky důležitá“.
Robert Quine označil Valensův styl hraní na kytaru jako raný vliv na jeho vlastní styl. Inspiraci Valensem přiznali také Jimi Hendrix, Chan Romero, Carlos Santana, Chris Montez nebo Keith O'Conner Murphy.

## Diskografie

### Původní alba
- Ritchie Valens (březen 1959)
- Ritchie (prosinec 1959)
- In Concert at Pacoima Jr. High (1961)

### Kompilační alba
- Ritchie Valens Memorial Album (prosinec 1962)
- Ritchie Valens...His Greatest Hits Volume 2 (1964)
- History of Ritchie Valens (1981)
- The Best of Ritchie Valens (1987)
- La Bamba '87 (1987)
- The Ritchie Valens Story (1993)
- Rockin' All Night – The Very Best of Ritchie Valens (1995)
- Come On, Let's Go! (1998)

### Singly
- „Come On, Let's Go“ / „Framed“ (1958)
- „Donna“ / „La Bamba“ (1958)
- „Fast Freight“ / „Big Baby Blues“ (1959)
- „That's My Little Suzie“ / „In A Turkish Town“ (1959)
- „Little Girl“ / „We Belong Together“ (1959)
- „Stay Beside Me“ / „Big Baby Blues“ (1959)
- „The Paddiwack Song“ / „Cry, Cry, Cry“ (1960)
- „La Bamba '87“ / „La Bamba“ (původní verze) (1987)
- „Come On, Let's Go“ / „La Bamba“ (1998)